# Registrum Gregorii

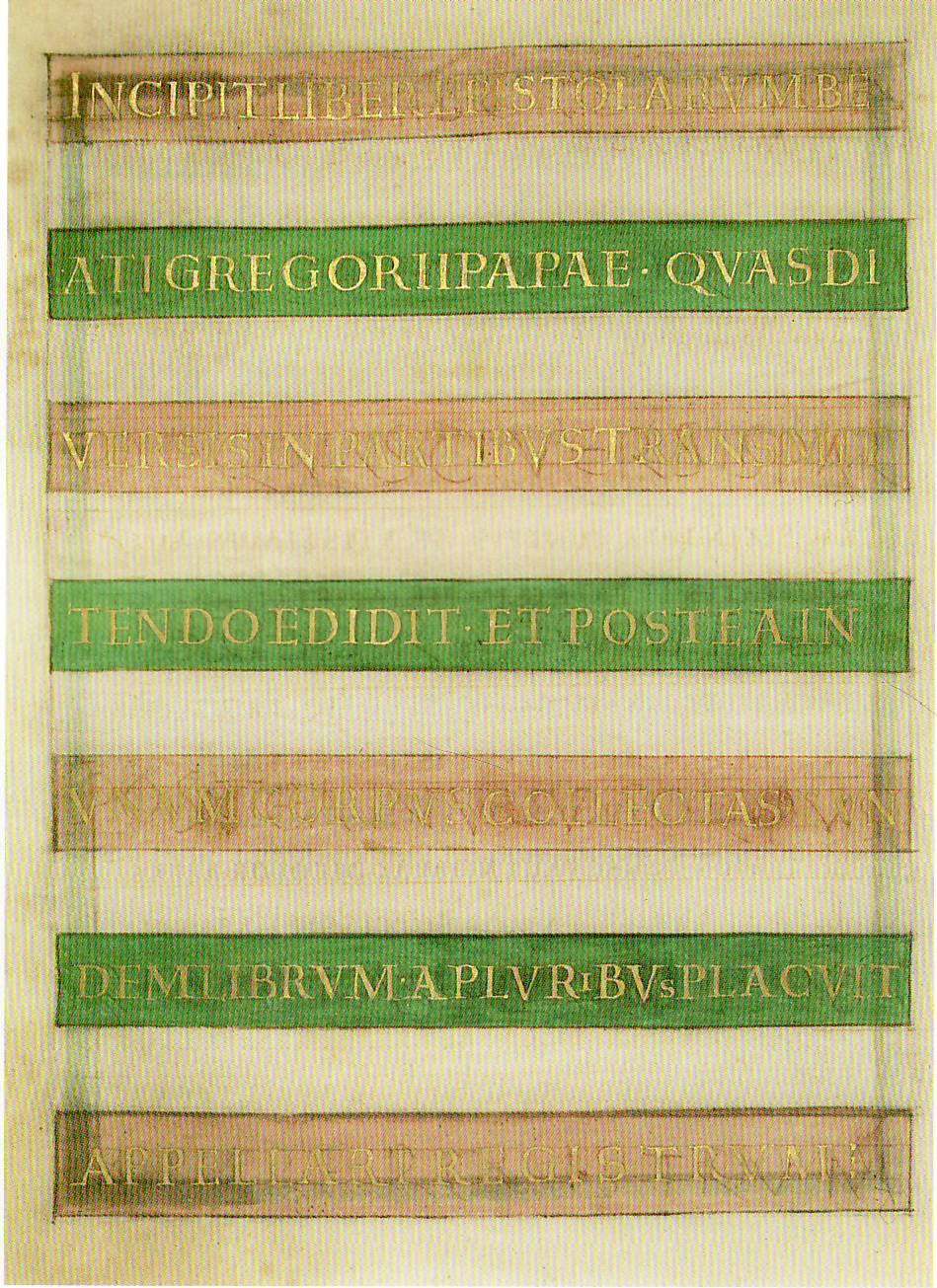
Folio 1 verso con el título del manuscrito (Stadtbibliothek de Tréveris).

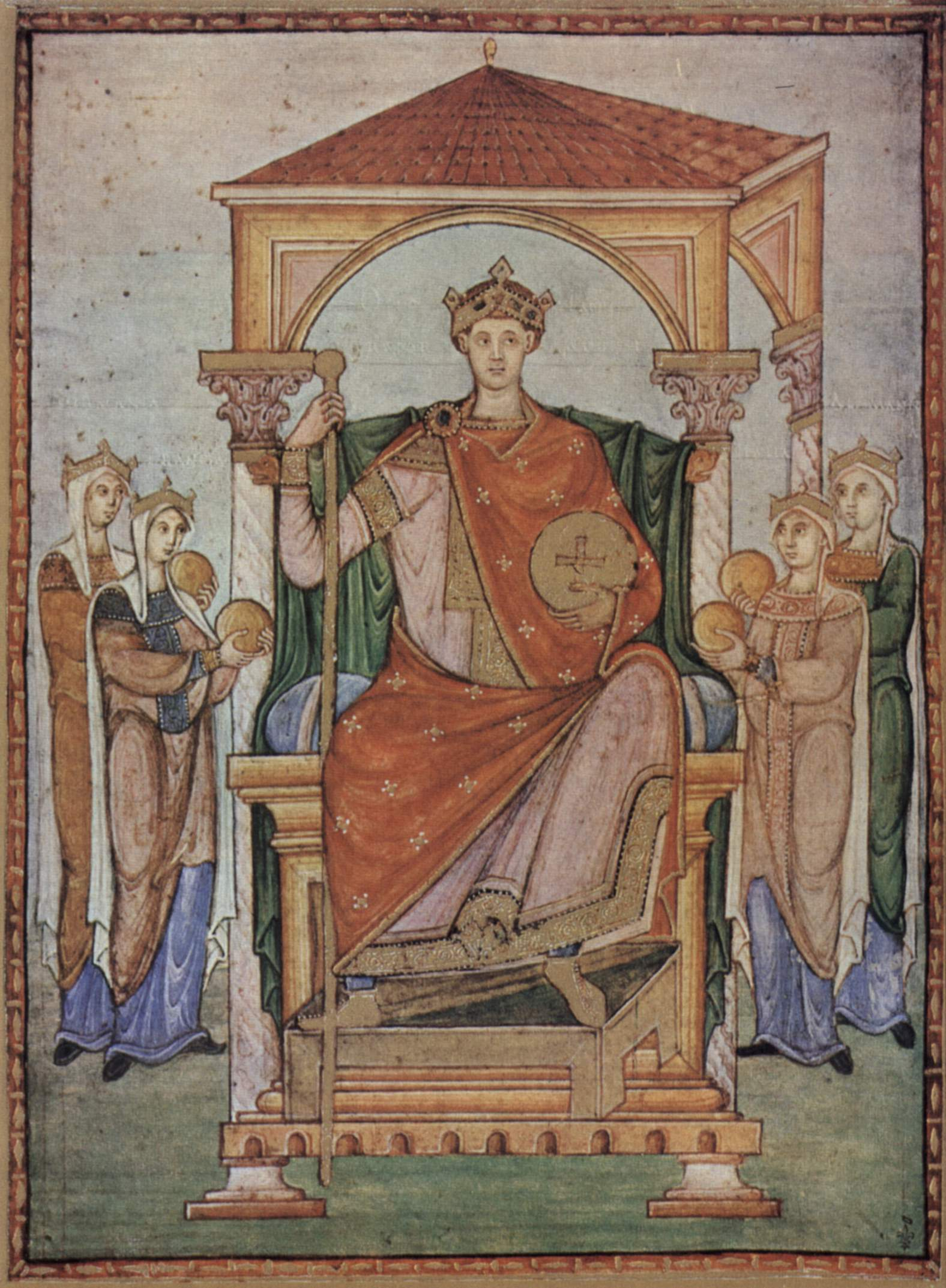
Otón II entronizado.

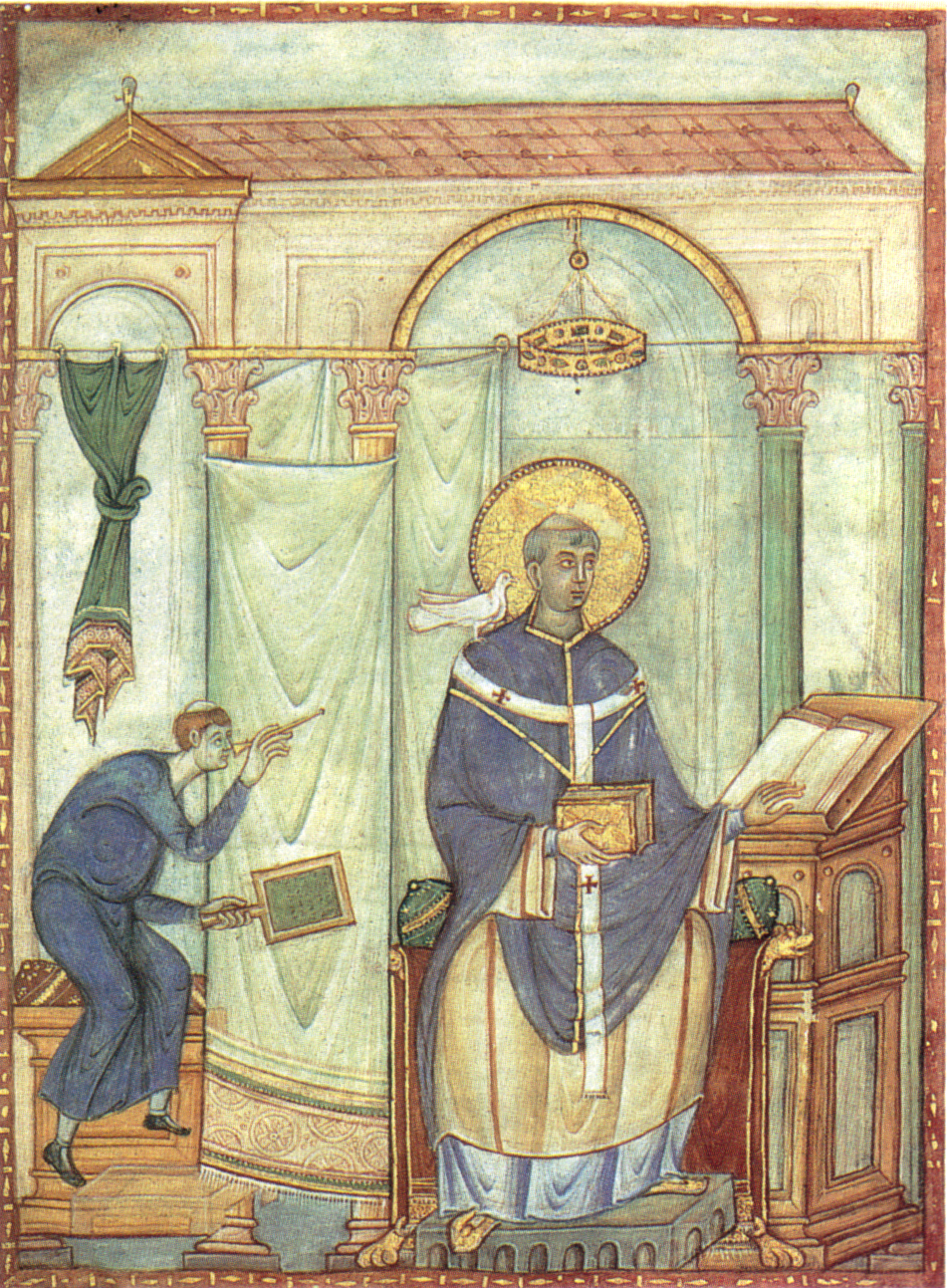
Gregorio Magno siendo inspirado por el Espíritu Santo en forma de paloma.

El Registrum Gregorii es una colección de cartas del papa Gregorio Magno, del que existe una copia sin terminar en los archivos de la Biblioteca de Tréveris (Stadtbibliothek), clasificado como Hs 171/1626. Existe una miniatura separada de este manuscrito en Chantilly, Museo Condé, clasificado como Ms 14bis. Este manuscrito iluminado fue encargado por el arzobispo Egberto de Tréveris al, probablemente italiano, "Maestro del Registrum Gregorii" (flor. c. 980-996), conocido así por los historiadores y muy probablemente después de la muerte de Otón II, emperador del Sacro Imperio Romano, en 983.

## Manuscrito
Del manuscrito original, que debía incluir más de doscientos folios, solo quedan:
- Dos miniaturas a página completa: 
  - La primera hoja, de 27 x 19,8 cm, representa a Otón II en un trono bajo un baldaquino, rodeado de las cuatro provincias del Imperio, conservada en el Museo Condé de Chantilly.
  - La segunda, de 26,5 x 19,5 cm, representa a Gregorio Magno recibiendo la inspiración del Espíritu Santo que descansa sobre su hombro en forma de paloma y dictando un texto a su secretario (Stadtbibliothek, Tréveris).
- Una doble página de 37,5 x 29,5 cm, con la portada y la página de la dedicatoria con el texto de un poema (Stadtbibliothek, Tréveris, Hs 171/1626a).
- Un fragmento de texto de 37 páginas (Stadtbibliothek, Tréveris) que mide 35 x 28.5 cm

## Historia
Egberto destinó el manuscrito a la catedral de Tréveris, lo mismo que un plato decorado con piedras preciosas y oro.
El Maestro del Registrum Gregorii debió de ser un artista muy culto, con un estilo clásico que probablemente se inspiraría en modelos del siglo IV. Su obra destaca por la manera sutil de representar el espacio con una combinación de planos sucesivos y gradaciones de colores.
Un inventario de 1479 lo menciona en la catedral, pero no está claro cuándo se llegó a separar el manuscrito. El fragmento de texto fue reparado en el siglo XVIII. 